# 茨城県道143号谷田部牛久線
茨城県道143号谷田部牛久線（いばらきけんどう143ごう やたべうしくせん）は、茨城県つくば市から牛久市を結ぶ県道である。

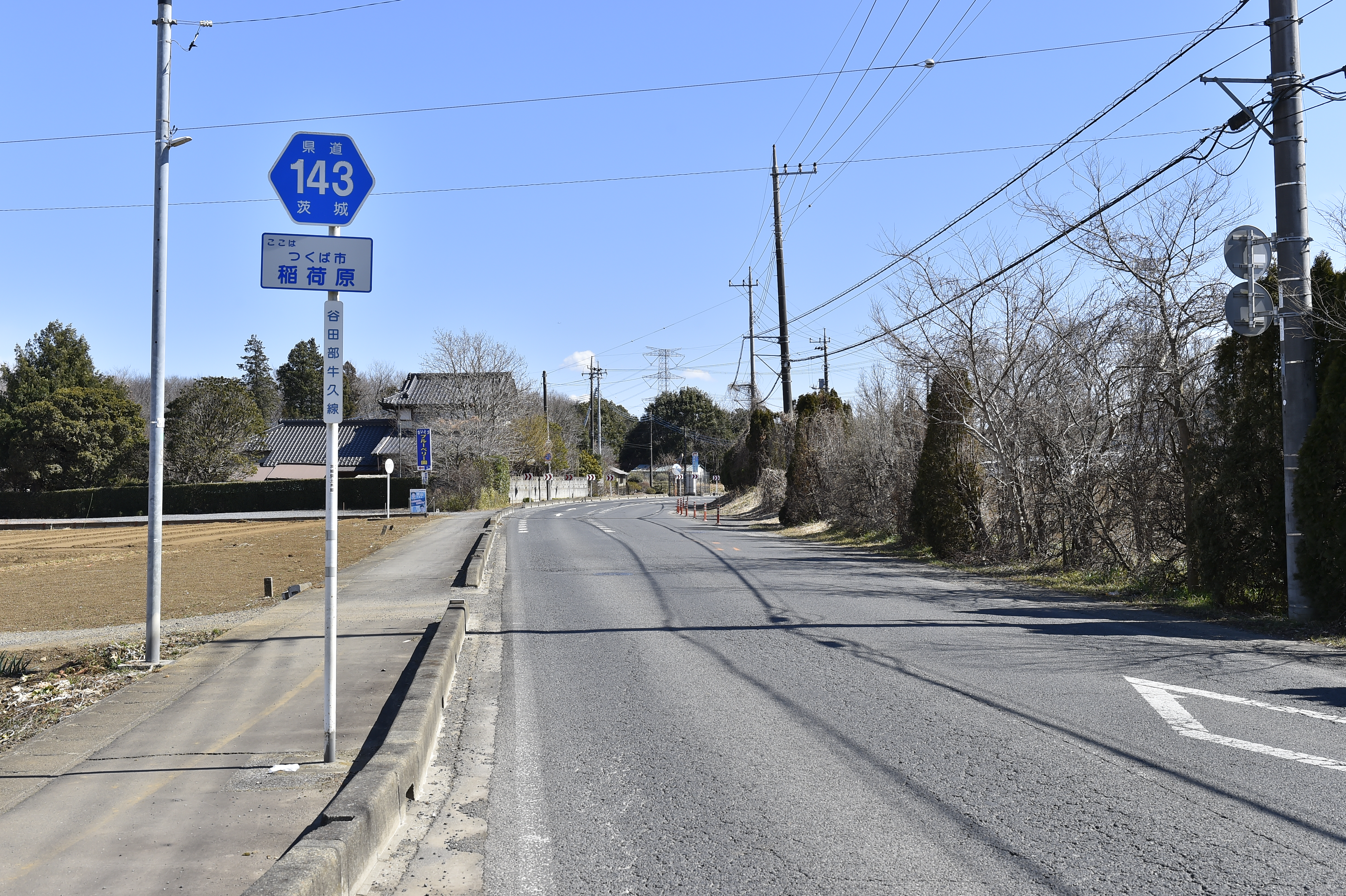
茨城県道143号谷田部牛久線
つくば市稲荷原（2022年3月）

## 路線概要
- 起点：茨城県つくば市谷田部（国道354号交点、谷田部診療所前交差点）[1]
- 終点：茨城県牛久市（国道6号交点、田宮町交差点）[1]
- 総延長：8.224 km[2]
- 重用延長：0.077 km[2]
- 未供用延長：なし[2]
- 実延長：8.147 km[2]
- 自動車交通不能区間延長[注釈 1]：なし[2]

## 歴史
1959年（昭和34年）10月14日、新たな県道として筑波郡谷田部町を起点とし、稲敷郡牛久町を終点とする区間を本路線とする県道谷田部牛久線として茨城県が県道路線認定した。
1995年（平成7年）、路線番号143に変更され現在に至る。

### 年表
- 1959年（昭和34年）10月14日
路線認定（図面対照番号113）[3]。道路の区域は、筑波郡谷田部町大字谷田部の主要地方道土浦野田線（国道354号）分岐から稲敷郡牛久町大字田宮の一級国道六号線（国道6号）交点までと決定された[1]。
- 1964年（昭和39年）7月3日：車両制限令第5条1項[注釈 2]に基づく指定（路線対象番号113 谷田部牛久線：土浦野田線分岐点 - 国道6号線交点）[4]。
- 1995年（平成7年）3月30日：整理番号が整理番号172から現在の番号（整理番号143）に変更される[5]。

## 路線状況
道路法の規定に基づき、以下の区間は緊急輸送道路として機能を維持するため、災害発生時の被害拡大防止を目的に道路用地内に新たに電柱を建てることが制限されている。
- つくば双愛病院 - つくば市高崎（つくば市道交差：高崎十字路交差点）[6]

### 道路施設
- 高崎橋（稲荷川、つくば市稲荷川）

## 地理

### 通過する自治体
- 茨城県
  - つくば市 - 牛久市

### 交差している道路
- 茨城県道19号取手つくば線（つくば市谷田部）

### 沿線
- 念向寺
- 高崎自然の森
- つくば双愛病院